# Hrabia Avon

## Informacje ogólne
- Tytuł hrabiego Avon został utworzony dla byłego premiera Wielkiej Brytanii, Anthony'ego Edena
- Dodatkowym tytułem hrabiego Avon był wicehrabia Eden

Hrabiowie Avon 1. kreacji (parostwo Zjednoczonego Królestwa)
- 1961–1977: Robert Anthony Eden, 1. hrabia Avon
- 1977–1985: Nicholas Eden, 2. hrabia Avon